# 예레미 피노
예레미 헤수스 피노 산토스 (Yeremy Jesús Pino Santos, 2002년 10월 20일 ~ )는 스페인의 축구 선수이며, 비야레알에서 윙어로 뛰고 있다.